# (351) Yrsa
(351) Yrsa est un astéroïde de la ceinture principale découvert par Max Wolf le 16 décembre 1892.